# Jackie McNamara
Jackie McNamara Junior, född den 24 oktober 1973 i Glasgow, är en skotsk manager och före detta fotbollsspelare. Han är mest känd för att ha representerat Celtic mellan 1995 och 2005. Han har även 33 landskamper för Skottland på meritlistan.

## Spelarkarriär

### Celtic
McNamara kom som 21-åring till Celtic från Dunfermline Athletic 1995. Han fick en strålande start på karriären och blev utnämnd till skotska ligans bästa unga spelare efter säsongen 1995-1996. Hans första pokal med Celtic vann han efter säsongen 1997-1998, då Celtic kunde titulera sig skotska mästare. McNamara hade en fast plats i startelvan under sina tio år hos Celtic, undantaget några säsonger i början av 2000-talet, då Martin O'Neill inte ansåg honom vara en startspelare. Han skulle dock senare ändra sin uppfattning. 2004 utnämndes McNamara till lagkapten i Paul Lamberts frånvaro.
Våren 2005 spelade han på utgående kontrakt, och trots att Celtics nye manager Gordon Strachan ville behålla honom i klubben samt att McNamara själv ville stanna, var Celtic långsamma med att erbjuda ett kontrakt. I tron att Celtic inte längre var intresserad av hans tjänster, accepterade McNamara ett bud från Wolverhampton Wanderers. När Celtic kom med ett erbjudande hade Wolverhamptons bud redan accepterats. Celtic anklagade då McNamaras agent för att vara ointresserad av förhandlingar, och McNamara för att vilja flytta för pengarnas skull. McNamara förklarade efter övergången att han tyckte Celtic visat brist på respekt mot honom genom sina uttalanden, och tyckte att de skadade hans rykte när de försökte försvara klubben på ett sådant sätt. Dessutom visade det sig senare att han hade samma lön i Wolverhampton som han haft i Celtic.

### Wolverhampton
McNamara kom som bosmanfall till Wolverhampton Wanderers sommaren 2005. Men redan i september samma år, i en match mot Leicester drabbades han av en knäskada som höll honom borta resten av säsongen, undantaget de två avslutande matcherna.

### Aberdeen
2007 skrev McNamara ett tvåårskontrakt med Aberdeen, men lämnade innan säsongen var över, enligt managern på grund av "resande och skador". Tre veckor senare avslöjades det att McNamara skrivit på ett tvåårskontrakt med Falkirk FC till säsongen 2008-2009.

### Falkirk och Partick Thistle
Efter att ha fullföljt en och en halv säsong i Falkirk, lånades han ut till Partick Thistle FC, som senare köpte loss honom och fick ett ettårskontrakt som sträckte sig över säsongen 2010-2011.

## Tränarkarriär
I maj 2011 utsågs McNamara till manager för Partick Thistle för ett års tid framöver.

## Meriter
- Skotska Ligan: 1998, 2001, 2002, 2004
- Skotska Cupen: 2001, 2004, 2005
- Skotska Ligacupen: 1998, 2000, 2001
- UEFA cupen Finalist 2003
- Spel i VM 1998 i Frankrike
- 33 landskamper för Skottland